# Manfred Hermer

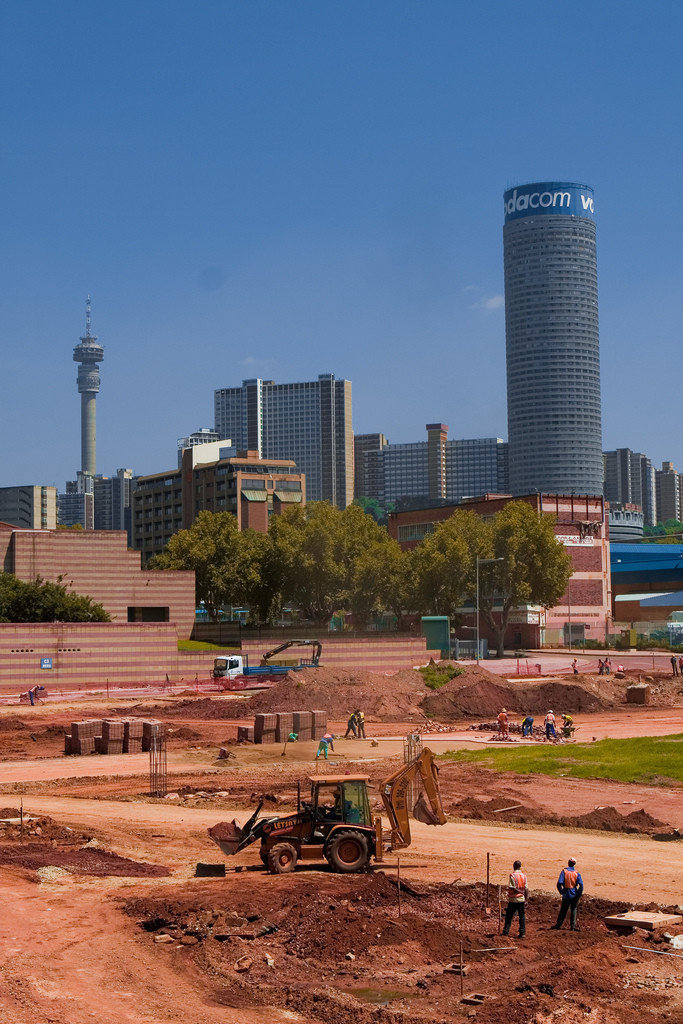
Hochhaus Ponte City

Manfred Hermer (* 23. März 1915 in Volksrust; † 20. Januar 2010 in Victoria (British Columbia)) war ein südafrikanischer Architekt. Hermer baute dort unter anderem das Hochhaus Ponte City.

## Leben und Werk
Hermer stammte aus einer jüdischen deutschsprachigen Familie aus dem Ort Libau im russischen Kaiserreich. Diese zog nach Südafrika. Hier wurde Hermer im Jahr 1915 geboren. Er studierte Architektur an der örtlichen Witwatersrand-Universität. In der Zeit des Zweiten Weltkriegs meldete sich Hermer für den Einsatz. Er wurde im South African Corps of Signals eingesetzt. Als Soldat war er unter anderem in der Schlacht um El Alamein involviert.
Nach dem Krieg war er als Architekt tätig. Als Gründer des Büros Manfred Hermer, Grosskopff and Lombart realisierte er eine Vielzahl von Bauwerken in Südafrika.

## Bauwerke (Auswahl)
- Alexandertheater (Johannesburg)
- Joburgtheater (Johannesburg)
- Ponte City

## Veröffentlichungen
- Manfred Hermer. The Passing of Pageview. Ravan Press (1978) ISBN 978-0869750827